# SSL加速

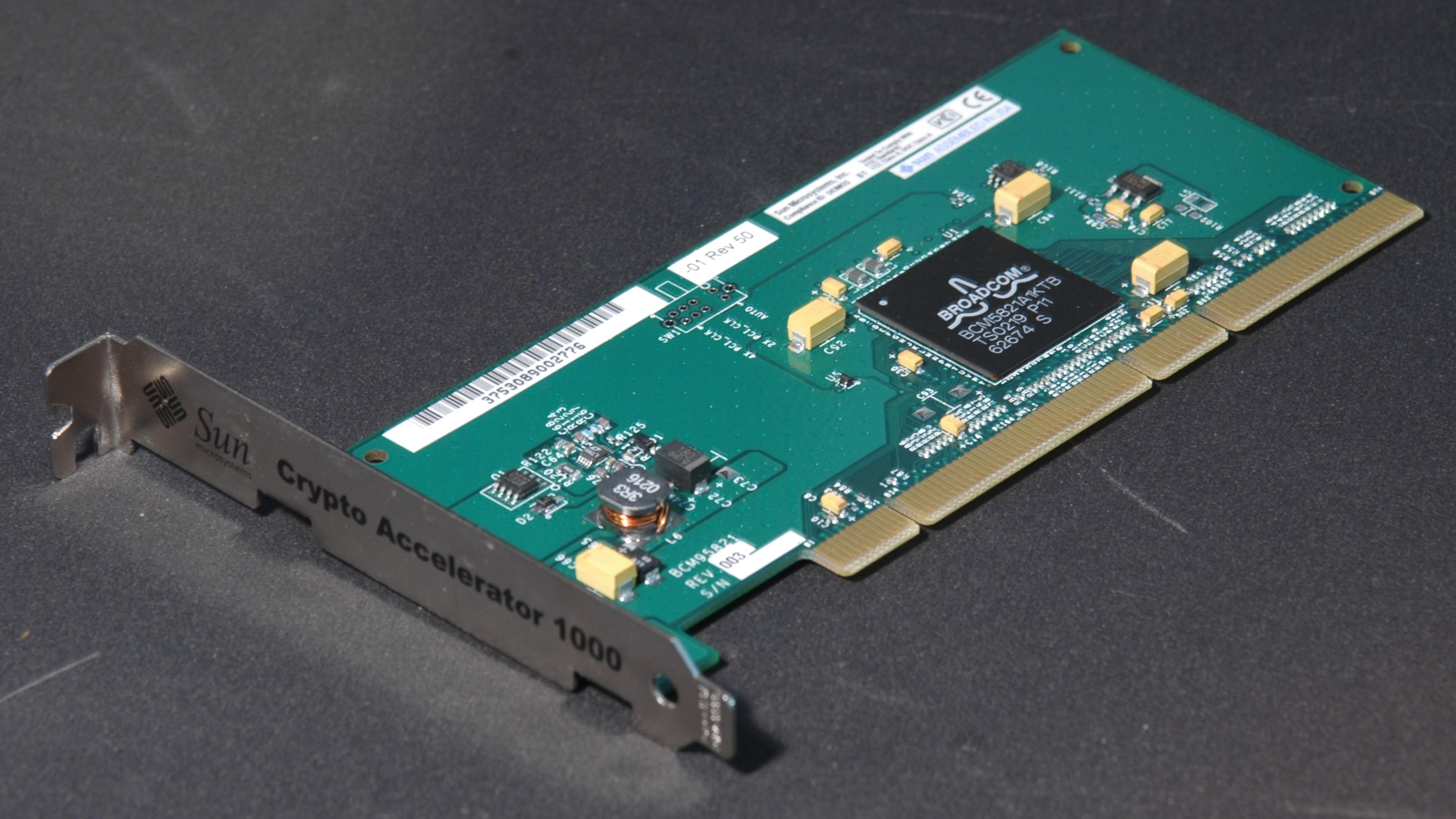
PCI-X加密辅助卡

SSL加速是一种减轻中央处理器过多参与传输层安全协议（TLS）的公开密钥加密所产生负担的方法，它的前身是安全套接层（SSL）的硬件加速器。
通常来说，这是一种PCI介面的擴充卡，其中包括一个或多个處理大量SSL計算的輔助處理器。
SSL加速器可以使用现成的CPU，也可以使用ASIC和RISC板卡来完成最艰难的计算工作。

## 它如何运行
一个SSL会话中计算最昂贵的部分是SSL握手，SSL服务器（通常是SSL网页服务器）与SSL客户端（通常是网页浏览器）将协商一组建立安全连接所需的参数。
SSL握手的职责之一是协商安全密钥（对称密钥，用于此会话存续期间），但加密和签名SSL握手消息本身使用非对称密钥完成（包含在证书中），这要消耗更多的计算能力，相较于使用对称加密法加密/解密会话数据。
典型的SSL硬件加速器会将SSL握手的处理从服务器剥离，让服务器软件处理更多的、实际的使用对称加密的SSL数据交换，但部分加速器将处理所有SSL操作和终止SSL连接，这使服务器直接看到未加密的连接。

### 中央处理器支持
现代的x86 CPU支持AES指令集。
Allwinner Technology在其A10、A20、A30和A80 ARM系统芯片系列中提供一个硬件加密加速器。该加速器提供RSA公钥算法、几种广泛使用的对称密钥算法、密码散列函数，以及一个密码学安全的伪随机数生成器。